# Guioa koelreuteria
Guioa koelreuteria är en kinesträdsväxtart som först beskrevs av Francisco Manuel Blanco, och fick sitt nu gällande namn av Merrill. Guioa koelreuteria ingår i släktet Guioa och familjen kinesträdsväxter. Inga underarter finns listade i Catalogue of Life.